# おーい!はに丸
『おーい!はに丸』（おーい はにまる）は、NHK教育テレビジョンで1983年4月13日から1989年3月8日まで放送された幼児向けの言葉の教育番組。
本項目では、2014年から不定期に放送されている教養番組『はに丸ジャーナル』（はにまるジャーナル）についても併せて述べる。

## 概要
おじさんの描いた埴輪の家の絵から飛び出したはに丸とひんべえが、数々の騒動を繰り広げながら「ことば」を学んでいく着ぐるみ劇。オープニング画面では右下に回数を表示している。

## 登場人物
はに丸
声 - 田中真弓
王子の埴輪。まったく言葉（現代の日本語）を知らない状態で現れたが、自分の名前「はに丸」は答えることができた。「はにゃ」が口癖。好物は砂肝。 わがままなのが玉にきずで、ひんべえを振り回すこともあるが、次第にいろいろ学んでいきしっかりした性格になっていく。しかし負けず嫌いなところもある。
良くも悪くも子供で失敗も受難も多いが、明朗で素直な性格で向学心もあり、少しずつ言葉を使いこなせる様になっていく。
ひんべえ
声 - 安西正弘
はに丸のお供をする 馬の埴輪。はに丸を「様」付け、または「王子様」と呼ぶこともある、執事的な存在。口癖は「ふにゃ」である。
天然ボケ体質であるはに丸に対し、もっぱら彼がツッコミ役。
山川星一
演 - 佐々木襄
愛称は「星一おじさん」
現代でのはに丸とひんべえを引き受ける事になる、気のいいおじさん。職業は画家だが発明家でもあり、はに丸とひんべえが現れた切っ掛けも彼の発明品（掛けた絵が本物になる額縁）だった。現代の日本語に詳しい。
春野すみれ
演 - 秋野玲美 （番組開始翌年の1984年からは羽生愛に改名）
愛称は「すみれちゃん」
番組のヒロインで星一おじさんの姪。歌のお姉さんとして毎回必ず歌を歌う。明るく優しい性格で、はに丸達とすぐに仲良くなる。
神田くん
演 - 三波豊和
近所に住むやや軽薄な青年。すみれの事が大好きだが相手にされず、はに丸をライバル視する。
三波豊和ら3名は、劇中ではに丸とひんべえが出かけた先の人物など、2役をこなすこともあった（例：三波と佐々木が節分に暴れる鬼、秋野が乙姫様、など）。また、田中真弓や安西正弘も出かけ先の人物として出演していた。

## スタッフ
- 作・脚本 - 三枝睦明、朝比奈尚行、雁田昇 - 3人交代で執筆
- 音楽 - 福田和禾子
- 振付 - 高見映
- 演奏 - 新室内楽協会、オフィスエービー
- オープニングアニメーション - 月岡貞夫
- 主題歌「おーい!はに丸」 歌 - 芹洋子
作詞：三枝睦明／作曲・編曲：福田和禾子
- 人形美術 - 野原東
- キャラクターデザイン - 垣内敬造
- 人形 - 劇団カッパ座、浜田善久、阿部泰三、楠原公助、田邊憲志ほか
- 人形操作 - 田畠嘉雄、磯辺美恵子、大江健司、飯田静男
- 絵 - 村上勉、上野新司
- 特殊小道具 - 光子館

## 放送リスト

### 1983年度
| 回 | タイトル                       | 初回放送日     |
| -- | ------------------------------ | -------------- |
| 1  | あなたとわたし                 | 1983年04月13日 |
| 2  | にぎる ひねる                  | 1983年04月27日 |
| 3  | 立つ あるく                    | 1983年05月04日 |
| 4  | 入る 出る                      | 1983年05月11日 |
| 5  | 行く 来る                      | 1983年05月18日 |
| 6  | すわる ねる                    | 1983年05月25日 |
| 7  | 着る はく                      | 1983年06月01日 |
| 8  | ひっくりかえる                 | 1983年06月08日 |
| 9  | うごく とまる                  | 1983年06月15日 |
| 10 | まわる まわす                  | 1983年06月22日 |
| 11 | のびる ちぢむ                  | 1983年06月29日 |
| 12 | ここ あそこ                    | 1983年07月06日 |
| 13 | こっち あっち                  | 1983年07月13日 |
| 14 | 押す 引く                      | 1983年08月31日 |
| 15 | 集める 分ける                  | 1983年09月14日 |
| 16 | 拾う 捨てる                    | 1983年09月21日 |
| 17 | 乗る 降りる                    | 1983年09月28日 |
| 18 | はじまる おわる                | 1983年10月05日 |
| 19 | おぼえる わすれる              | 1983年10月12日 |
| 20 | ふえる へる                    | 1983年10月19日 |
| 21 | かつ まける                    | 1983年10月26日 |
| 22 | 開ける 閉める                  | 1983年11月02日 |
| 23 | くだもの                       | 1983年11月09日 |
| 24 | やさい                         | 1983年11月16日 |
| 25 | はきもの                       | 1983年11月30日 |
| 26 | かぶりもの                     | 1983年12月07日 |
| 27 | ふくろ                         | 1983年12月14日 |
| 28 | うれしい 悲しい                | 1984年01月11日 |
| 29 | きれい きたない                | 1984年01月18日 |
| 30 | かたい やわらかい              | 1984年01月25日 |
| 31 | 暑い 寒い                      | 1984年02月01日 |
| 32 | あまい からい すっぱい         | 1984年02月08日 |
| 33 | はやい おそい                  | 1984年02月15日 |
| 34 | 強い 弱い                      | 1984年02月22日 |
| 35 | あつい うすい                  | 1984年02月29日 |
| 36 | ことばをしんにしたミュージカル | 1984年03月07日 |

### 1984年度
| 回 | タイトル            | 初回放送日     |
| -- | ------------------- | -------------- |
| 37 | ぼく わたし         | 1984年04月11日 |
| 38 | おはよう さようなら | 1984年04月25日 |
| 39 | ありがとう          | 1984年05月02日 |
| 40 | みがく              | 1984年05月09日 |
| 41 | ならぶ              | 1984年05月16日 |
| 42 | 手つだう            | 1984年05月23日 |
| 43 | つなぐ              | 1984年05月30日 |
| 44 | ころがる            | 1984年06月06日 |
| 45 | かくれる            | 1984年06月13日 |
| 46 | さわる              | 1984年06月20日 |
| 47 | うずめる            | 1984年06月27日 |
| 48 | かわかす            | 1984年07月04日 |
| 49 | つぐ                | 1984年07月11日 |
| 50 | たたく              | 1984年09月5日  |
| 51 | 切る                | 1984年09月19日 |
| 52 | はる                | 1984年09月26日 |
| 53 | 塗る                | 1984年10月03日 |
| 54 | 包む                | 1984年10月17日 |
| 55 | 積む                | 1984年10月24日 |
| 56 | 貸す 返す           | 1984年10月31日 |
| 57 | 買う 売る           | 1984年11月07日 |
| 58 | 追う 逃げる         | 1984年11月14日 |
| 59 | 上げる 下げる       | 1984年11月21日 |
| 60 | 話す 聞く           | 1984年11月28日 |
| 61 | 泣く 笑う           | 1984年12月05日 |
| 62 | 会う 別れる         | 1984年12月12日 |
| 63 | ぴかぴか            | 1985年01月09日 |
| 64 | くねくね            | 1985年01月16日 |
| 65 | ふわふわ            | 1985年01月23日 |
| 66 | ごろごろ            | 1985年01月30日 |
| 67 | つるつる            | 1985年02月06日 |
| 68 | ぐるぐる            | 1985年02月13日 |
| 69 | ぴょんぴょん        | 1985年02月20日 |
| 70 | ぐらぐら            | 1985年02月27日 |
| 71 | べたべた            | 1985年03月06日 |

### 1985年度
| 回  | タイトル     | 初回放送日     |
| --- | ------------ | -------------- |
| 72  | 開く         | 1985年04月10日 |
| 73  | さわぐ       | 1985年04月24日 |
| 74  | さがす       | 1985年05月01日 |
| 75  | 進む         | 1985年05月08日 |
| 76  | そろえる     | 1985年05月15日 |
| 77  | はこぶ       | 1985年05月22日 |
| 78  | おちる       | 1985年05月29日 |
| 79  | 教える       | 1985年06月05日 |
| 80  | かぞえる     | 1985年06月12日 |
| 81  | 代わる       | 1985年06月19日 |
| 82  | おくれる     | 1985年06月26日 |
| 83  | ゆれる       | 1985年07月03日 |
| 84  | 割る         | 1985年07月10日 |
| 85  | あらう       | 1985年09月04日 |
| 86  | ふく         | 1985年09月18日 |
| 87  | くらべる     | 1985年09月25日 |
| 88  | あてる       | 1985年10月02日 |
| 89  | つかむ       | 1985年10月09日 |
| 90  | かう         | 1985年10月16日 |
| 91  | ふむ         | 1985年10月23日 |
| 92  | なでる       | 1985年10月30日 |
| 93  | しゃべる     | 1985年11月06日 |
| 94  | まつ         | 1985年11月13日 |
| 95  | たのむ       | 1985年11月20日 |
| 96  | ためす       | 1985年11月27日 |
| 97  | あずける     | 1985年12月04日 |
| 98  | めくる       | 1985年12月11日 |
| 99  | みしみし     | 1986年01月16日 |
| 100 | がりがり     | 1986年01月29日 |
| 101 | とんとん     | 1986年02月05日 |
| 102 | ざくざく     | 1986年02月12日 |
| 103 | ひゅうひゅう | 1986年02月19日 |
| 104 | ざあざあ     | 1986年02月26日 |
| 105 | ばたばた     | 1986年03月05日 |
| 106 | そよそよ     | 1986年03月12日 |

### 1986年度
| 回  | タイトル     | 初回放送日     |
| --- | ------------ | -------------- |
| 107 | 紙           | 1986年04月09日 |
| 108 | 水           | 1986年04月23日 |
| 109 | 箱           | 1986年04月30日 |
| 110 | 石           | 1986年05月07日 |
| 111 | 木           | 1986年05月14日 |
| 112 | さお         | 1986年05月21日 |
| 113 | あみ         | 1986年05月28日 |
| 114 | かご         | 1986年06月04日 |
| 115 | ふくろ       | 1986年06月11日 |
| 116 | ひも         | 1986年06月18日 |
| 117 | くるま       | 1986年06月25日 |
| 118 | かさ         | 1986年07月02日 |
| 119 | ふね         | 1986年07月09日 |
| 120 | うかぶ       | 1986年09月03日 |
| 121 | ひらく       | 1986年09月17日 |
| 122 | まく         | 1986年09月24日 |
| 123 | ちらかす     | 1986年10月01日 |
| 124 | まちがえる   | 1986年10月08日 |
| 125 | おとす       | 1986年10月15日 |
| 126 | 入れる       | 1986年10月22日 |
| 127 | たたく       | 1986年10月29日 |
| 128 | ころがす     | 1986年11月05日 |
| 129 | つかまえる   | 1986年11月12日 |
| 130 | かくす       | 1986年11月19日 |
| 131 | すべる       | 1986年11月26日 |
| 132 | かさねる     | 1986年12月03日 |
| 133 | わたる       | 1986年12月10日 |
| 134 | のろのろ     | 1987年01月14日 |
| 135 | そわそわ     | 1987年01月21日 |
| 136 | もじもじ     | 1987年01月28日 |
| 137 | ぷんぷん     | 1987年02月04日 |
| 138 | のっしのっし | 1987年02月18日 |
| 139 | ぶつぶつ     | 1987年02月25日 |
| 140 | しくしく     | 1987年03月04日 |
| 141 | どきどき     | 1987年03月11日 |

### 1987年度
| 回  | タイトル     | 初回放送日     |
| --- | ------------ | -------------- |
| 142 | あさ         | 1987年04月08日 |
| 143 | ひる         | 1987年04月22日 |
| 144 | よる         | 1987年04月30日 |
| 145 | たべる       | 1987年05月13日 |
| 146 | ごめんなさい | 1987年05月20日 |
| 147 | みがく       | 1987年05月27日 |
| 148 | あらう       | 1987年06月03日 |
| 149 | たたむ       | 1987年06月10日 |
| 150 | 拭く         | 1987年06月17日 |
| 151 | 着る         | 1987年06月24日 |
| 152 | てつだう     | 1987年07月01日 |
| 153 | かたづける   | 1987年07月08日 |
| 154 | ごしごし     | 1987年09月02日 |
| 155 | ぴょんぴょん | 1987年09月16日 |
| 156 | ばたばた     | 1987年09月30日 |
| 157 | とんとん     | 1987年10月07日 |
| 158 | ごろごろ     | 1987年10月14日 |
| 159 | ぐにゃぐにゃ | 1987年10月21日 |
| 160 | ぺたぺた     | 1987年10月28日 |
| 161 | ぱんぱん     | 1987年11月04日 |
| 162 | ぐるぐる     | 1987年11月11日 |
| 163 | じょきじょき | 1987年11月18日 |
| 164 | ぶるぶる     | 1987年11月25日 |
| 165 | がたんがたん | 1987年12月02日 |
| 166 | がりがり     | 1987年12月09日 |
| 167 | ぱかぱか     | 1987年12月16日 |
| 168 | 優しい       | 1988年01月13日 |
| 169 | 忙しい       | 1988年01月20日 |
| 170 | 危ない       | 1988年01月27日 |
| 171 | うるさい     | 1988年02月03日 |
| 172 | 古い         | 1988年02月10日 |
| 173 | 不思議       | 1988年02月17日 |
| 174 | 珍しい       | 1988年02月24日 |
| 175 | 大切         | 1988年03月02日 |
| 176 | つまらない   | 1988年03月09日 |

### 1988年度
| 回  | タイトル                | 初回放送日     |
| --- | ----------------------- | -------------- |
| 177 | こんにちは こんばんは   | 1988年04月06日 |
| 178 | ただいま おかえりなさい | 1988年04月20日 |
| 179 | ありがとう ごめんなさい | 1988年04月27日 |
| 180 | なかよし                | 1988年05月11日 |
| 181 | そうだん                | 1988年05月18日 |
| 182 | おてつだい              | 1988年05月25日 |
| 183 | おきゃくさま            | 1988年06月01日 |
| 184 | はんぶん                | 1988年06月08日 |
| 185 | けんか                  | 1988年06月15日 |
| 186 | おつかい                | 1988年06月22日 |
| 187 | じゅんばん              | 1988年06月29日 |
| 188 | おなじ                  | 1988年07月06日 |
| 189 | どうして                | 1988年07月13日 |
| 190 | つくえ                  | 1988年08月31日 |
| 191 | まど                    | 1988年09月14日 |
| 192 | かぎ                    | 1988年09月21日 |
| 193 | おみせ                  | 1988年09月28日 |
| 194 | あめ                    | 1988年10月05日 |
| 195 | かぜ                    | 1988年10月12日 |
| 196 | くさ                    | 1988年10月19日 |
| 197 | みち                    | 1988年10月26日 |
| 198 | いろ                    | 1988年11月02日 |
| 199 | つち                    | 1988年11月09日 |
| 200 | ゆっくり                | 1988年11月16日 |
| 201 | だいじょうぶ            | 1988年11月30日 |
| 202 | まっすぐ                | 1988年12月07日 |
| 203 | わける                  | 1989年01月11日 |
| 204 | あるく                  | 1989年01月18日 |
| 205 | こまる                  | 1989年01月25日 |
| 206 | もらう                  | 1989年02月01日 |
| 207 | よごす                  | 1989年02月08日 |
| 208 | まねる                  | 1989年02月15日 |
| 209 | みつける                | 1989年02月22日 |
| 210 | のぼる                  | 1989年03月01日 |
| 211 | よぶ                    | 1989年03月08日 |

## その他
- 埴輪の王子「はに丸」と、お供の馬「ひんべえ」というキャラクターを考えたのは雁田昇。そして 流行語にもなった「はにゃ?」（はに丸の口癖、埴輪だから）も雁田昇作による。ただし、『般若』とは無関係である。
- はに丸の造形モデルとなった人物形象埴輪は、東京国立博物館所属の国宝『埴輪 挂甲武人（埴輪武装男子立像）』とされる[6]。なおこの人物埴輪は1966年（昭和41年）公開の映画『大魔神』のモデルにもなっている[7]。
- 埴輪の着ぐるみで劇をするにあたり、ひんべえは特に膝の関節がなく動きづらかったためか、後半では「ひんべえはお留守番」とよくおじさんの部屋に居残りしていた。
- 三波が1986年9月1日放送の『森田一義アワー 笑っていいとも!』（フジテレビ）の「テレフォンショッキング」に出演した際、はに丸・ひんべえも“友情出演”し、放送局の垣根を越えて登場した（田中も声のみ出演）。
- 番組終了後、羽生愛は写真週刊誌やイメージビデオでセミヌードを披露した。タイトルは『はにゃ?すみれちゃんが裸ん坊だ』。
- 食玩・フィギュアブームに乗って、2005年にははに丸やひんべえのフィギュアも登場した。
- 2006年度の『みてハッスルきいてハッスル』の「読み書きの技を高めよII」の回にてはに丸が登場し、コラボレーションを果たした。
- 2009年5月4日放送の『笑・神・降・臨』ではに丸とひんべえが登場し、フットボールアワーと共演した。渋谷のNHK放送センターへの通勤に借りるマンションを探すが、せっかく見付けた物件がペット不可だったという内容。
- 2009年5月6日には『ETV50 もう一度みたい教育テレビ こどもスペシャル』内で第1回がアンコール放送された。また、同年8月と12月にも過去の回を数話再放送した。
- 2013年に放送開始（はにまる・ひんべえ誕生）から30周年でもある事から、同年11月27日に全話を収録したDVD-BOXソフトが発売された（全211回を概ね半分ずつに分け、上巻を「はに丸BOX」下巻を「ひんべえBOX」として発売）。発売元はメディアファクトリー。
- 2015年、NHKの受信料についての視聴者への認知を促す「受信寮の人々」に出演。またNHKの番組公開ライブラリーでの視聴が可能になり、2015年12月時点で1983 - 1987年度分の内計18回分が登録されている。
- 番組終了後の1989年のこの時間は『ピコピコポン』、『ピコピコポン』のこの時間は『プルプルプルン』、『プルプルプルン』のこの時間は『やっぱりヤンチャー』を放送した。また、最終回のこの時間の後番組の表示はなかった。
- 2017年、土曜ドラマ 4号警備(#4、4月29日放送)に、はに丸が登場した。
- 2019年7月17日放送の『クローズアップ現代+』にはに丸が登場した。
- 2020年9月3日放送の『所さん！大変ですよ』の「はにわブーム」の回にはに丸が登場した。
- 劇団カッパ座の劇場「ぷらっと」（大阪府富田林市）では、はに丸とひんべえの着ぐるみが展示されている[8]。
- 2024年10月1日から12月22日まで東京国立近代美術館で開催の「ハニワと土偶の近代」において本作が紹介される。また、音声ガイドナビゲーターは田中真弓が務める[9][10]。

## はに丸ジャーナル
はに丸がジャーナリストになり、気になった事を何でも突撃取材する「はにスクープ」や、話題の人物へのインタビュー「はにトーク」などで構成される教養番組・バラエティ番組。番組のコンセプトは「家族で楽しめる時事教養バラエティー」。「おーい!はに丸」からははに丸・ひんべえのみが出演し、制作はNHK総合テレビの教養番組『探検バクモン』のスタッフが手掛ける。
本番組が立ち上がったきっかけとなったのは、NHKの放送開始60周年を記念して2013年に放送された日本テレビ放送網（日テレ）との共同制作によるバラエティ番組『60番勝負』である。この番組の企画で、はに丸が日テレの社屋を突撃取材し、日テレの編成局長に「三冠王ってどんな王様?」「2番じゃだめなんですか?」と子ども目線の“困った”質問を次々と投げかけ、そのやり取りに大きな反響があったことから、『60番勝負』の制作にもプロデューサーとして携わった河瀬大作の「『はに丸』という飛び道具を使ったら面白いかなと」との発想から生まれたものだという。河瀬は「ガチンコのニュースショーにするということではなくて、バラエティとしてやりたい」と語り、視聴者層としても、『おーい!はに丸』をリアルタイムに視聴していた「35歳プラスマイナス5歳」を想定している。はに丸・ひんべえの声を演じる田中真弓・安西正弘はスタジオでの収録時に声を同時に当てている。
2014年8月13日に夏の特別番組としてパイロット版を放送。進行役は千葉美乃梨（当時山形局アナウンサー）が担当し、翌2015年からは総合テレビで祝日の夜に年6回程度の割合で不定期放送としてレギュラー化する事を発表した。初回放送は同年5月5日。進行役は山里亮太（パイロット版ではコメンテーターだった）。ただし、第3,4回は夏休み期間中の平日深夜帯に放送された。
2016年配信『プロフェッショナル 仕事の流儀』公式アプリでの特集動画として、2月に「ハニワの王 編」「スプーン曲げ 編」の2編を配信している。

### 放送内容
便宜上、パイロット版を「第0回」と表現している。
| 回 | 放送日         | 放送時間      | 「はにスクープ」 取材テーマ                       | 「はにトーク」 対談ゲスト | コメンテーター                                         |
| -- | -------------- | ------------- | ------------------------------------------------- | ------------------------- | ------------------------------------------------------ |
| 0  | 2014年8月13日  | 19:30 - 20:00 | スマートフォン                                    | 阿川佐和子                | 鳥越俊太郎、豊田エリー、山里亮太（南海キャンディーズ） |
| 1  | 2015年5月5日   | 18:10 - 18:45 | ゆるキャラブーム                                  | 田原総一朗                | 井筒和幸、マギー、伊集院光                             |
| 2  | 2015年5月6日   | 18:10 - 18:45 | シックスパックの作り方                            | さかなクン                | 藤本敏史（FUJIWARA）、鈴木奈々、伊集院光               |
| 3  | 2015年8月20日  | 22:55 - 23:20 | ショッピングモール                                | 美輪明宏                  | 藤本敏史（FUJIWARA）、鈴木奈々、ミッツ・マングローブ   |
| 4  | 2015年8月21日  | 22:55 - 23:20 | 意識高い系                                        | 蛭子能収                  | 藤本敏史（FUJIWARA）、鈴木奈々、ミッツ・マングローブ   |
| 5  | 2016年2月9日   | 22:55 - 23:20 | パクリの境界線                                    | -                         | 鈴木奈々、杉村太蔵、光浦靖子                           |
| 6  | 2016年2月10日  | 22:55 - 23:20 | -                                                 | Mr.マリック               | 鈴木奈々、杉村太蔵、光浦靖子                           |
| 7  | 2016年8月3日   | 20:15 - 20:45 | オリンピックにすむ魔物“プレッシャー”の正体を探れ! | -                         | -                                                      |
| 8  | 2017年12月28日 | 19:30 - 20:43 | 忖度・謝罪・うんこ漢字ドリル・ヒアリ              | -                         | 藤井隆、吉田沙保里、寺田心                             |